# Kirjat Jam
Kirjat Jam (hebrejsky קִרְיַת יָם‎, doslova „Mořské Město“, v oficiálním přepisu do angličtiny Qiryat Yam, přepisováno též Kiryat Yam) je město v Izraeli, v Haifském distriktu.

## Geografie
Leží v nadmořské výšce 10 m při Haifském zálivu, 12 km severně od Haify.

## Dějiny
Město bylo založeno roku 1941. Podle jiného zdroje v roce 1945. V období mandátní Palestiny. Jeho zakladateli byla skupina 132 židovských rodin, které přišly z utečeneckých táborů pro Židy, kteří přežili holokaust, v Německu a na Kypru.. Bylo vybudováno na písečných dunách na parcelách zakoupených roku 1939 židovskou stavební společností Gav Jam.
V roce 1951 byla obec povýšena na místní radu (malé město). Status města získala roku 1976. Ve městě funguje osm základních škol, dvě nižší střední a tři střední školy. K dispozici tu jsou čtyři kulturní centra a městská knihovna. K městu přiléhá pás pláží o délce 3 km. Část z něj o délce několika set metrů již byla upravena pro turistické a rekreační využití, včetně pobřežní promenády.
V únoru 2008 přidal uživatel Google Earth ke Kirjat Jamu poznámku, že bylo vybudováno na ruinách opuštěné arabské vesnice Ghawariny, za což se město se společností Google soudí za pomluvu.

## Demografie
Žije zde mnoho imigrantů ze zemí bývalého Sovětského svazu, kteří tvoří cca polovinu celkové populace, dále Židé ze severní Afriky a Etiopie. Právě Židé z Etiopie (takzvaní falašové) mají v Kirjat Jam jedno ze svých nejvýznamnějších populačních center v Izraeli.
Podle údajů z roku 2009 tvořili naprostou většinu obyvatel Židé – přibližně 33 800 osob (včetně statistické kategorie „ostatní“, která zahrnuje nearabské obyvatele židovského původu, ale bez formální příslušnosti k židovskému náboženství, přibližně 37 700 osob). Jde o středně velkou obec městského typu s dlouhodobě stagnující populací. K 31. prosinci 2014 zde žilo 38 900 lidí. Věková skladba populace není příznivá. Roku 2013 zde byl druhý nejnižší podíl obyvatelstva ve věku do 17 let ze všech sídel městského charakteru v Izraeli (jen 19,9 % z celkové populace obce).
| Rok  | Obyvatelé |
| ---- | --------- |
| 1948 | 910       |
| 1949 | 1 000     |
| 1950 | 7 840     |
| 1951 | 8 950     |
| 1952 | 8 850     |
| 1953 | 8 640     |
| 1954 | 9 000     |
| 1955 | 9 000     |
| 1956 | 9 050     |
| 1957 | 9 600     |
| 1958 | 9 400     |
| 1959 | 9 650     |

| Rok  | Obyvatelé |
| ---- | --------- |
| 1960 | 10 150    |
| 1961 | 10 600    |
| 1962 | 11 600    |
| 1963 | 12 500    |
| 1964 | 13 400    |
| 1965 | 14 300    |
| 1966 | 15 200    |
| 1967 | 15 300    |
| 1968 | 16 000    |
| 1969 | 16 500    |
| 1970 | 17 200    |
| 1971 | 18 300    |

| Rok  | Obyvatelé |
| ---- | --------- |
| 1972 | 19 800    |
| 1973 | 22 000    |
| 1974 | 23 700    |
| 1975 | 24 700    |
| 1976 | 26 100    |
| 1977 | 26 900    |
| 1978 | 27 700    |
| 1979 | 28 400    |
| 1980 | 29 000    |
| 1981 | 29 700    |
| 1982 | 30 300    |
| 1983 | 29 700    |

| Rok  | Obyvatelé |
| ---- | --------- |
| 1984 | 30 600    |
| 1985 | 30 800    |
| 1986 | 31 200    |
| 1987 | 31 700    |
| 1988 | 31 800    |
| 1989 | 32 600    |
| 1990 | 35 900    |
| 1991 | 38 500    |
| 1992 | 39 600    |
| 1993 | 40 300    |
| 1994 | 40 700    |
| 1995 | 39 190    |

| Rok  | Obyvatelé |
| ---- | --------- |
| 1996 | 39 395    |
| 1997 | 39 067    |
| 1998 | 38 807    |
| 1999 | 39 000    |
| 2000 | 39 326    |
| 2001 | 39 051    |
| 2002 | 38 700    |
| 2003 | 38 400    |
| 2004 | 38 000    |
| 2005 | 37 600    |
| 2006 | 37 200    |
| 2007 | 36 800    |

| Rok  | Obyvatelé |
| ---- | --------- |
| 2008 | 37 700    |
| 2009 | 37 700    |
| 2010 | 37 800    |
| 2011 | 38 200    |
| 2012 | 38 300    |
| 2013 | 38 700    |
| 2014 | 38 900    |
| 2015 | 39 300    |
| 2016 | 39 400    |
| 2017 | 39 700    |
| 2018 | 39 900    |

## Partnerská města
- Kislovodsk, Rusko
- Makó, Maďarsko